# Disidentes ingleses

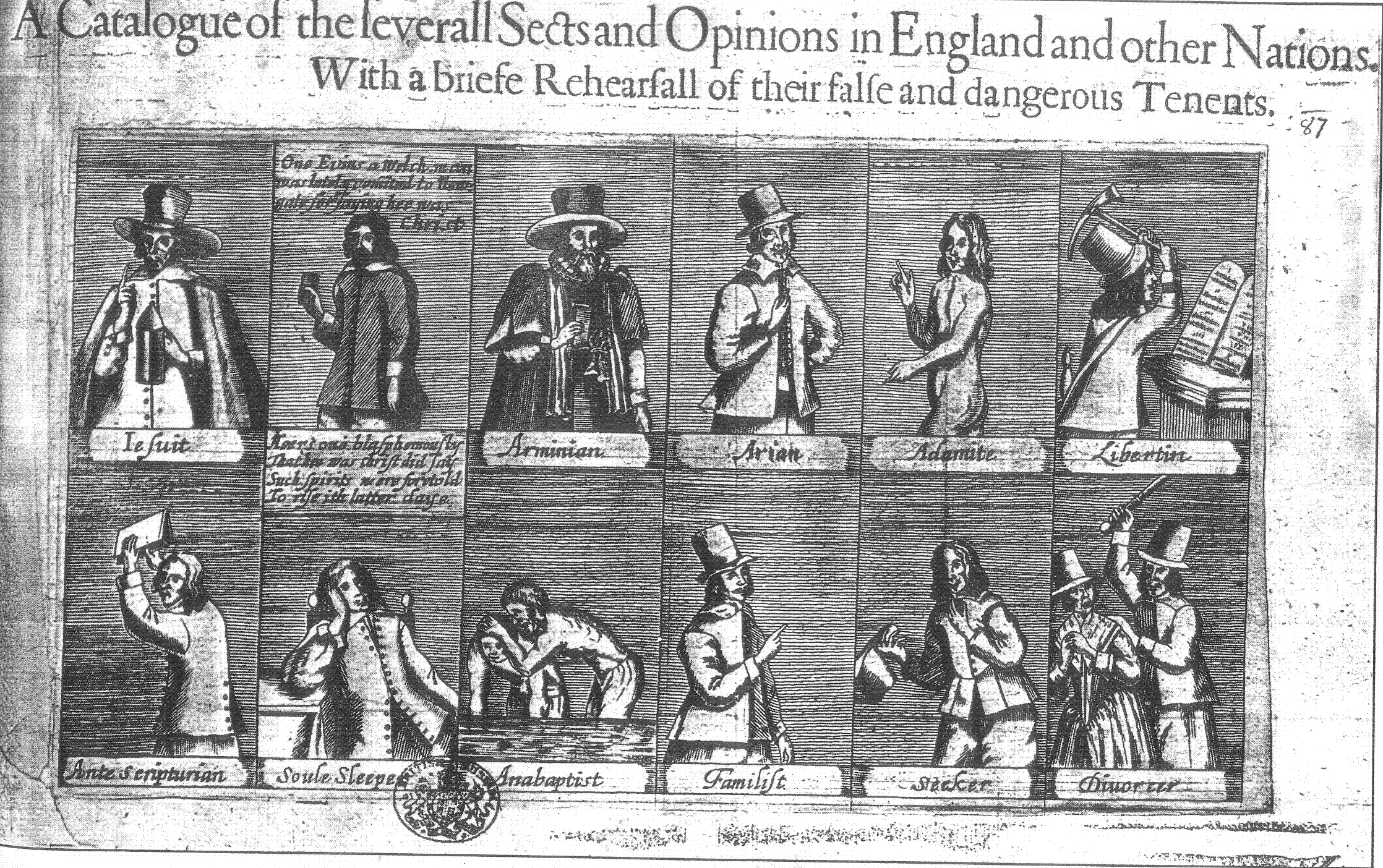
Un catálogo de las varias sectas y opiniones en Inglaterra y otras naciones con un breve ensayo de sus falsos y peligrosos “tenents”, grabado satírico donde aparecen ridiculizados distintos grupos de disidentes, 1647.

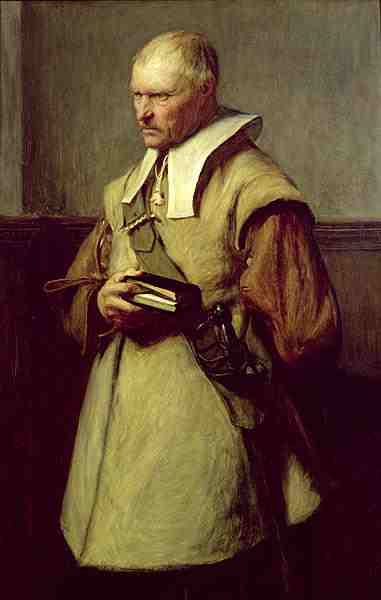
Roundhead, de John Pettie.

Disidentes (dissenters) era la denominación que recibían los distintos grupos religiosos protestantes que disidían de la “iglesia establecida” en Inglaterra y los países anglosajones (Established Church, la Iglesia de Inglaterra "establecida por ley" -established by law-, expresión que también llevó al uso del término establishment -"lo establecido"-) durante la Edad Moderna (siglos XVI, XVII y XVIII). Los que, dentro del anglicanismo, expresaban un menor grado de oposición se conocían como “inconformistas” (nonconformists). A los católicos, especialmente discriminados, no se les aplican las denominaciones “inconformistas” o “disidentes”, sino el término "recusantes" (o "recusantes papistas" -Popish recusants-). No obstante, todas estas denominaciones se usaban con poca uniformidad, extendiéndose a otras situaciones, de forma que llegaron a ser prácticamente intercambiables entre sí, e incluso se empleaban para algunos no cristianos (particularmente para los judíos).
Los disidentes ingleses eran “reformadores” (partidarios de la Reforma Protestante) que se opusieron a la interferencia del Estado en la Iglesia, incluso en asuntos no religiosos, y fundaron sus propias comunidades, que pretendían ser autónomas del poder episcopal y político. Esa diferenciación se expresa también con la denominación “presbiterianos” en oposición a los “episcopalianos”. Algunos grupos optaron por el exilio (los puritanos del Mayflower, considerados los “padres peregrinos” de Estados Unidos).
Las sucesivas reformas de la Iglesia inglesa llevadas a cabo por Enrique VIII e Isabel I (Reforma anglicana) defraudaron a los partidarios de una “reforma más pura”, por considerarlas insuficientes o incluso negativas. Los reinados intermedios supusieron violentas alternancias: los más satisfactorios para los “disidentes” fueron el breve reinado de Eduardo VI, y el aún más efímero de Juana Grey ("la reina de los nueve días", que fue ejecutada al relacionarla con la rebelión protestante de Thomas Wyatt); mientras que el de María Tudor supuso la vuelta al catolicismo romano y una fortísima represión. Los llamados exilios marianos (por haber tenido lugar durante el reinado de María) renovaron los contactos entre los protestantes británicos y los de distintas partes del continente europeo.
El “asentamiento religioso isabelino”  significó el asentamiento de la Established church. La determinación de qué se consideraban opiniones y rituales aceptables oficialmente frente a los inaceptables, determinó la definitiva calificación de los grupos “disidentes”; no sin algunas dudas y debates (controversia de Marprelate -Martin Marprelate era un pseudónimo bajo el que se presentaban los puntos de vista opuestos a los anglicanos-, controversia de la vestimentas o controversia vestariana).
La Revolución inglesa del siglo XVII supuso una oportunidad para la multiplicación de los grupos disidentes. La expresión de la oposición de los bandos era en buena parte religiosa, además de política, resumida en la frase de Jacobo I de Inglaterra: “si no hay obispos, no hay rey”. También había un fuerte componente social en la adscripción religiosa: los disidentes eran particularmente numerosos entre las clases medias urbanas (comerciantes, artesanos). La imposibilidad de conciliar posturas entre cavaliers y roundheads llevó a enfrentamientos armados (Guerra de los Obispos, Guerras de los Tres Reinos, guerra civil inglesa). La derrota final de la Commonwealth supuso la nueva imposición de la Established Church, con el Acta de Uniformidad (Act of Uniformity, 1662).
Tras la Glorious Revolution de 1688, el Acta de Tolerancia de 1689 se planteó como "una ley para exceptuar a los súbditos protestantes de Su Majestad que disientan de la Iglesia de Inglaterra de las penalidades de ciertas leyes" (An Act for Exempting their Majestyes Protestant Subjects dissenting from the Church of England from the Penalties of certaine Lawes). No se aplicaba ni a católicos ni a cuáqueros. En sentido similar, la Nonconformist Relief Act de 1779 permitió libertad de culto y enseñanza a los disidentes que declararan ser cristianos y protestantes y juraran fidelidad (Oath of Allegiance).
Fue significativa la presencia de disidentes entre los pioneros de la Revolución industrial del siglo XVIII.

## Grupos disidentes ingleses
La mayor parte de los grupos disidentes se presentan como “reformadores” o “evangélicos”. Para otros es importante la diferenciación entre el episcopalianismo de la Iglesia establecida y el presbiterianismo de los grupos disidentes; pero hay incluso otras posturas, como la congregacionalista. No pocos grupos se denominan puritanos, aunque las definiciones del puritanismo son muy variadas. 
A finales del siglo XVII alcanzaron una gran difusión los cuáqueros (George Fox). Ya en el siglo XVIII, el intento de John Wesley de reformar la Iglesia de Inglaterra dio origen al movimiento metodista. Con el nombre de Rational Dissenters (disidentes racionales) se conoce a un movimiento que, desde el siglo XVIII, intenta depurar el cristianismo de dogmas que considera irracionales y se opone a la estructura jerárquica de la Iglesia anglicana, aunque se les considera más próximos a ella que otros grupos "disidentes".
A lo largo del siglo XVIII la denominación dissenters se aplica cada vez más a grupos cuya relación con el pensamiento teológico es cada vez más débil, y se centran en asuntos seculares, identificándose con los grupos más radicales que proponen reformas políticas y sociales (Wilkes and Liberty de 1763-1769, Bowood Circle de 1769-1779; en tres ocasiones entre 1787 y 1790 se promovió en vano la abolición de las Test and Corporation Acts -Corporation Act de 1661 y Test Act de 1673, que restringían las actividades de los grupos disidentes). 
Voces disidentes apoyaron, contra la postura de gobierno y parlamento, tanto la revolución americana de 1776 como la francesa de 1789. La postura disidente era minoritaria tanto entre las élites como entre las masas, y en algunos casos llegaron a sufrir un fuerte acoso (disturbios de Birmingham de 1791). Los lemas contra ellos eran explícitos: Destruction to the Presbyterians... Church and King for ever ("destrucción de los presbiterianos... Iglesia y Rey por siempre").
- Adamitas
- Anabaptistas
- Bautistas
- Moravianos
- Socinianos
- Fifth Monarchists ("quintomonarquistas")[17]
- Levellers (“niveladores”)
- Diggers (“cavadores”) o “verdaderos levellers”
- Ranters[18]
- Seekers[19]
- Familistas
- Brownistas
- Grindletonianos o Grindletonistas[20]
- Filadelfianos[21]
- Sabbatarianos[22]
- Behmenistas[23]
- Entusiastas[24]
- Muggletonianos[25]
- Unitarianos

## Disidentes ingleses

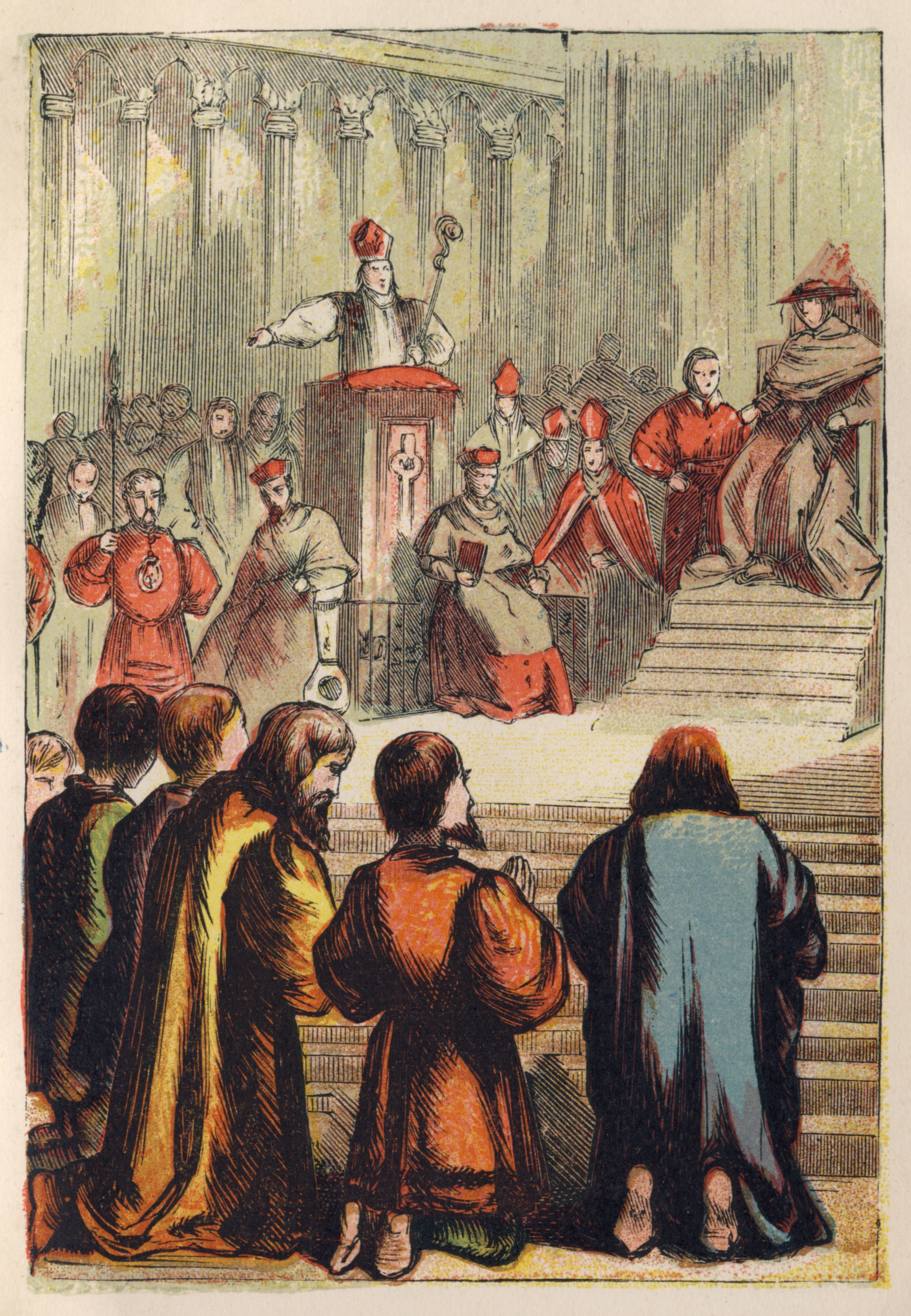
Barnes and his Fellow-Prisoners Seeking Forgiveness (“Barnes y sus compañeros de prisión piden el perdón”), ilustración de Kronheim para una edición de 1887 del Actes and Monuments o Foxe's Book of Martyrs (“El libro de los mártires”), publicado inicialmente en 1563.

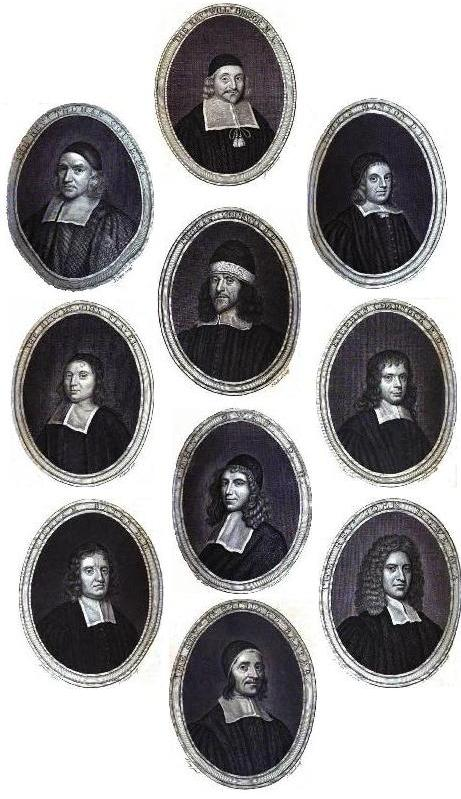
Galería de retratos de algunos famosos puritanos: Thomas Gouge, William Bridge, Thomas Manton, John Flavel, Richard Sibbes, Stephen Charnock, William Bates, John Owen, John Howe y Richard Baxter.

En 1540 fueron quemados Robert Barnes, William Jerome y Thomas Garret (o Gerrard). Eran “reformadores” protegidos de Thomas Cromwell, que fue ejecutado discretamente en la Torre de Londres. 
Su postura religiosa iba mucho más allá de lo que Enrique VIII estaba dispuesto a aceptar, pues las pretensiones del rey se circunscribían a convertirse en cabeza de la Iglesia en Inglaterra (lo que implicaba la separación del Papa de Roma -que pasó a ser objeto de todo tipo de execraciones-), así como reformar el clero (especialmente disolver las órdenes religiosas) y eliminar prácticas devocionales que consideraba supersticiosas; pero sus diferencias teológicas con el catolicismo eran en realidad mínimas. 
Las posiciones iniciales del propio arzobispo de Canterbury, Thomas Cranmer, quizá no se diferenciaban mucho de las de los reformadores, aunque prudentemente procuró no discrepar en nada del rey; en cambio, fue quemado durante el periodo de vuelta al catolicismo bajo la reina María. Fueron cerca de trescientos los quemados en ese reinado (Marian Persecutions "persecuciones marianas"). Véanse también mártires de Oxford y mártires de Coventry.
- Joan Bocher[31] (quemada en 1550, bajo el reinado de Eduardo VI; curiosamente, John Rogers,[32] el capellán real que se negó a considerar la clemencia que le solicitaba John Foxe, por considerar que la hoguera era "demasiado suave para un delito tan terrible como la herejía", fue posteriormente el primer quemado por hereje bajo el reinado de María, en 1555)
- Patrick Pakingham[33] (quemado en 1555, bajo el reinado de María).
- Francis Kett[34] (quemado por sus opiniones cristológicas heterodoxas en 1589, bajo el reinado de Isabel I)
- Bartholomew Legate[35] (ídem en 1612, el último quemado en Londres)
- Edward Wightman[36] (ídem, el último quemado en Inglaterra)
- Abiezer Coppe[37]
- Gerrard Winstanley
- Roger Brereley[38]
- Gerrard Winstanley
- John Pym
- Oliver Cromwell
- John Lilburne
- Hugh Peters[39]
- John Bunyan (El progreso del peregrino, 1678)
- Lodowicke Muggleton[40]
- Praise-God Barebone[41]
- Thomas Venner[42]
- Henry Barrowe[43]
- John Biddle
- Jakob Böhme
- John Carew (regicida), uno de los regicidas de Carlos I.[44]
- Robert Browne[45]
- Henry Nicholis[46]
- Thomas Harrison[47]
- John Rogers[32]
- Robert Barclay[48]
- Vavasor Powell[49]
- Jane Leade[50]
- George Fox
- William Penn
- Daniel Defoe
- Joseph Johnson[51]
- Caleb Rotherham[52]
- Matthew Henry[53]
- John Wesley
- Richard Price[54]
- Theophilus Lindsey[55]
- John Wilkinson[56]
- Joseph Priestley

Está en discusión si la compleja posición religiosa de John Milton (El paraíso perdido, 1667) era compatible con la de la Iglesia establecida o debe calificarse, en algún grado, de “disidente” o “inconformista”. Las de algunos filósofos, científicos y teóricos políticos de la segunda mitad del siglo XVII, como Isaac Newton, Robert Boyle, Thomas Hobbes o John Locke, no eran más próxima a la de ningún grupo disidente que a la de la iglesia oficial; pues en realidad eran igualmente distantes de cualquiera de las iglesias cristianas (indiferentismo religioso), anticipando la problemática sensibilidad religiosa de la Ilustración (crisis de la conciencia europea), que ha sido acusada incluso de atea, pero que más propiamente se puede calificar de deísta o panteísta.